# British India Steam Navigation Company
British India Steam Navigation Company foi formada em 1856 como a Calcutta and Burmah Steam Navigation Company. Tal companhia havia sido formada a partir da Mackinnon, Mackenzie & Co., uma parceria comercial dos escoceses William Mackinnon e Robert Mackenzie, para levar correio entre Calcutá e Rangoon. Em 1862 tornou-se Companhia de Navegação a Vapor Anglo-Indiana.
Sob a liderança de James Mackay, que havia se tornado presidente em 1913, a companhia se tornou parte do grupo Peninsular and Oriental Steam Navigation Company em 1914, através de uma complexa fusão, mas continuou com sua própria identidade e organização por quase 60 anos até 1972, quando foi completamente absorvida pela P&O.